# 上海剪纸
上海剪纸又稱海派剪纸，是指上海境内的剪纸艺术。
上海剪纸於19世紀出现。20世纪30年代，上海的剪纸艺人中比较知名的有武万恒、武万吉兄弟、张二羊子、王显钦、蒋桂荣等。20世纪40-50年代，上海剪纸以王子淦和林曦明为代表。
2008年，上海剪纸被列入国家级非物质文化遗产代表性项目名录扩展项目名录传统美术类项目。